# エリック・シンガー
エリック・シンガー（Eric Singer、1958年5月12日 - ）は、アメリカ合衆国オハイオ州クリーブランド出身のロック・ミュージシャン、ドラマー。
HR/HMの分野で幅広く活躍。非常に多くのミュージシャンと仕事をしているが、特にキッスでの活動で有名。

## 来歴

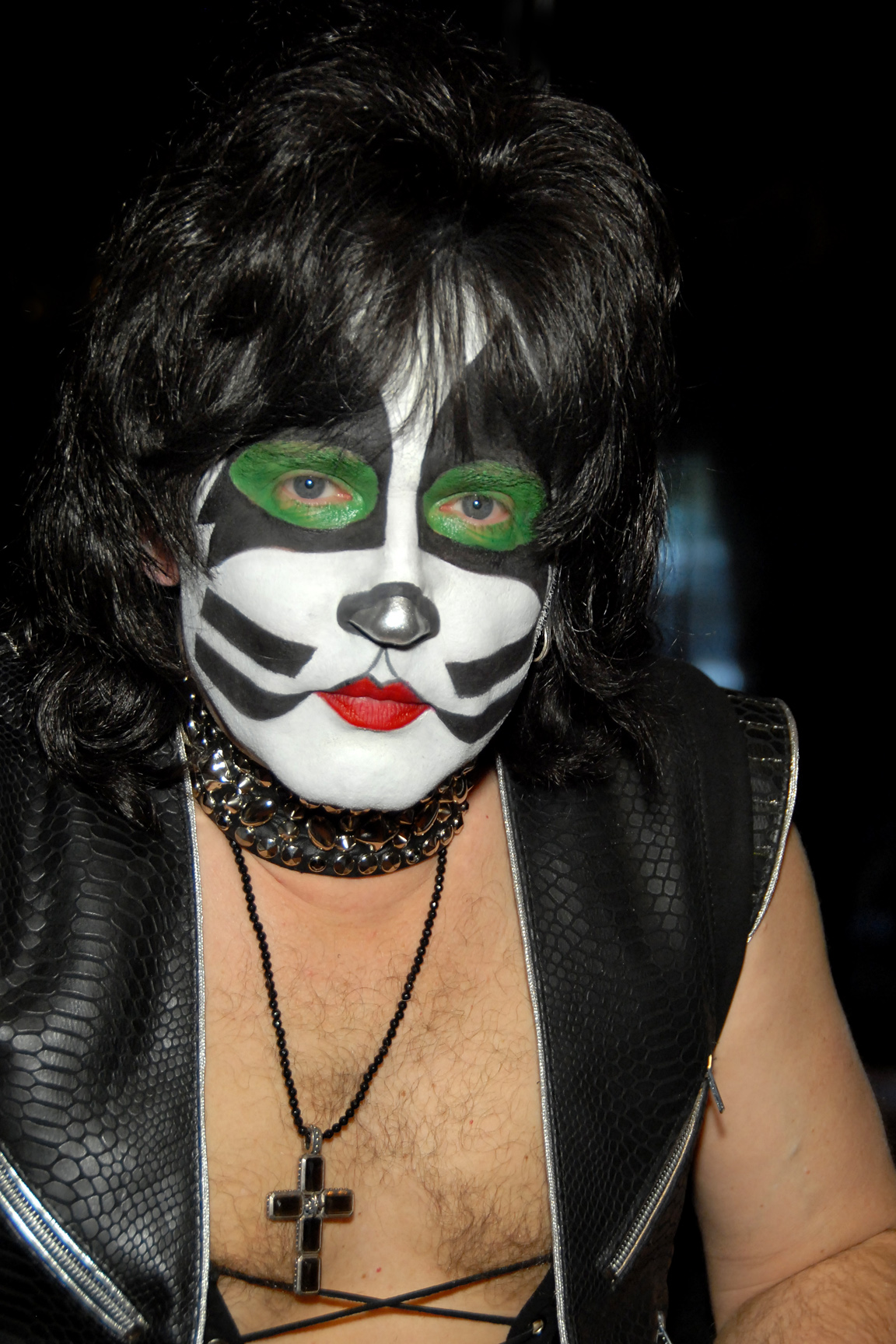
キッスのペイント時代（2012年）

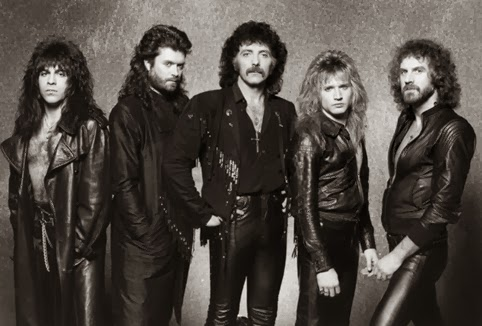
ブラック・サバス時代（1986年、右から2人目）

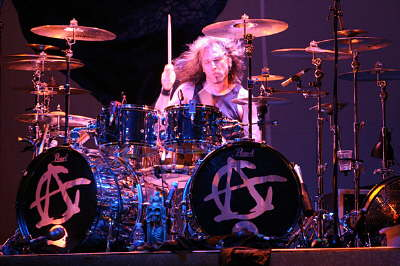
アリス・クーパー バンド時代（2008年）

1984年にリタ・フォードのバックバンドの一員として、プロドラマーとしてのキャリアを開始。
1985年から1987年にかけてブラック・サバスで活動。『セヴンス・スター』と『エターナル・アイドル』の2枚のアルバムに参加した。
1987年にはブラック・サバスで共に仕事をしていたボブ・デイズリーの紹介により、ゲイリー・ムーア・バンドに参加。
1988年、ブラック・サバス時代のツアーで共演したレイ・ギランやジェイク・E・リーらとバッドランズを結成しアルバム1枚を発表。1989年にキッスのポール・スタンレーのソロツアーに参加するために脱退。
その後、アリス・クーパーのサポートを務める。
1991年、病死したエリック・カーの後任としてキッスに加入。『リヴェンジ』（1992年）とライヴ盤『アライヴ3』（1993年）、『停電 (地獄の再会) 〜 Kiss アンプラグド』（1995年）に参加した。
1996年、キッスがオリジナル・メンバーでメイクを復活させてツアーを行なうことになり、シンガーはオリジナル・ドラマーのピーター・クリスと入れ替わってキッスを脱退。『リヴェンジ』に続くスタジオ・アルバムとして完成していた『カーニバル・オブ・ソウルズ』は、一度は発売中止となったが、海賊盤対策のため1997年にようやく発表された。
1998年、キッス時代の盟友で自分と同じ理由で脱退したブルース・キューリックや、元モトリー・クルーのジョン・コラビらとエリック・シンガー・プロジェクト（ESP）を結成。同年、ブライアン・メイのツアーにコージー・パウエルの代役として参加。その後は元ガンズ・アンド・ローゼズのギルビー・クラークやアリス・クーパーなどと共演。
2001年、キッスからクリスが脱退したのに伴いキッスに復帰し、クリスと同じキャットマンのメイクをしてステージに立った。
2003年、クリスのキッス再々加入に伴い、再び脱退。
2004年、クリス3度目の脱退により、キッスに3度目の加入。現在に至る。2015年には、キッス名義で東京ドーム公演に出演。
2000年以降は、キッスのツアーの合間に、以前から参加していたアリス・クーパーのバンドやESPでの活動も続けている。2005年にはキューリックが結成したユニオンのサポート・メンバーとして来日した。

## その他
大の腕時計コレクターであり、高級時計界のアカデミー賞 ｢GPHG｣（ジュネーブ時計グランプリ）の審査員として招かれている。

## ディスコグラフィ
エリック・シンガー・プロジェクト（ESP）
- Lost and Spaced (1998)
- ESP (1999)
- ESP Live in Japan (2007)
- ESP Live at the Marquee